# San Mateo (Spagna)
San Mateo, in castigliano, e Sant Mateu del Maestrat in valenciano, è un comune spagnolo di 2 187 abitanti situato nella comunità autonoma Valenciana.
Il comune è anche noto col toponimo valenciano Sant Mateu.